# Boris Vladimirovič Polujektov
Boris Vladimirovič Polujektov (rusko Бори́с Влади́мирович Полуе́ктов), ruski general, * 1. julij 1779, † 6. oktober 1843, Varšava.
Bil je eden izmed pomembnejših generalov, ki so se borili med Napoleonovo invazijo na Rusijo; posledično je bil njegov portret dodan v Vojaško galerijo Zimskega dvorca.

## Življenje
4. januarja 1791 je vstopil v Preobraženski polk, nato pa je leta 1796 s činom višjega vodnika pričel z aktivno vojaško službo. 21. avgusta 1798 je bil povišan v zastavnika. 
Leta 1805-06 se je boril proti Francozom in v letih 1808-09 proti Švedom; za zasluge je bil 14. aprila 1809 povišan v polkovnika; skoraj celotno naslednje leto se je ukvarjal z urjenjen rezervnih enot. 
Pozneje je postal bataljonski poveljnik v Preobraženskem polku, s katerim se je udeležil patriotske vojne; za izkazane zasluge je bil 15. septembra 1813 povišan v generalmajorja. 
28. septembra istega leta je bil imenovan za poveljnika Moskovskega grenadirskega polka, s katerim se je udeležil tujih kampanj. 6. januarja 1826 je postal poveljnik 2. grenadirske divizije; do takrat pa je bil brigadni poveljnik v diviziji. 
22. avgusta 1826 je bil zaradi zglednega poveljevanja diviziji povišan v generalporočnika. 25. junija 1832 je postal poveljnik rezervnih divizij in 25. junija 1832 član generalnega avditoriata. 
10. oktobra 1843 ga je car povišal v generala pehote, ne da bi vedel, da je Polujektov že štiri dni mrtev.